# Rácz Győző (labdarúgó)
Rácz Győző, Rauch (Budapest, 1892. július 28. – Budapest, 1966. augusztus 25.) válogatott labdarúgó, csatár, jobbszélső. A sportsajtóban Rauch II néven volt ismert.

## Pályafutása

### Klubcsapatban
A MAC labdarúgója volt. Kiváló fizikumú, gyors, robbanékony játékos volt, aki magas és pontos beíveléseivel tűnt ki társai közül.

### A válogatottban
1914-ben két alkalommal szerepelt a magyar labdarúgó-válogatottban.

## Sikerei, díjai
- Magyar bajnokság
  - 4.: 1911–12, 1912–13

## Statisztika

### Mérkőzései a válogatottban
| Magyarország | Magyarország     | Magyarország              | Magyarország | Magyarország | Magyarország  | Magyarország | Magyarország | Magyarország |
| #            | Dátum            | Helyszín                  | Hazai        | Eredmény     | Vendég        | Kiírás       | Gólok        | Esemény      |
| ------------ | ---------------- | ------------------------- | ------------ | ------------ | ------------- | ------------ | ------------ | ------------ |
| 1.           | 1914. május 31.  | Budapest, Üllői úti pálya | Magyarország | 5 – 1        | Franciaország | barátságos   | -            |              |
| 2.           | 1914. június 21. | Stockholm, Råsunda        | Svédország   | 1 – 1        | Magyarország  | barátságos   | -            |              |
|              | Összesen         |                           |              | 2            | mérkőzés      |              | 0            | gól          |